# Provinz Osorno

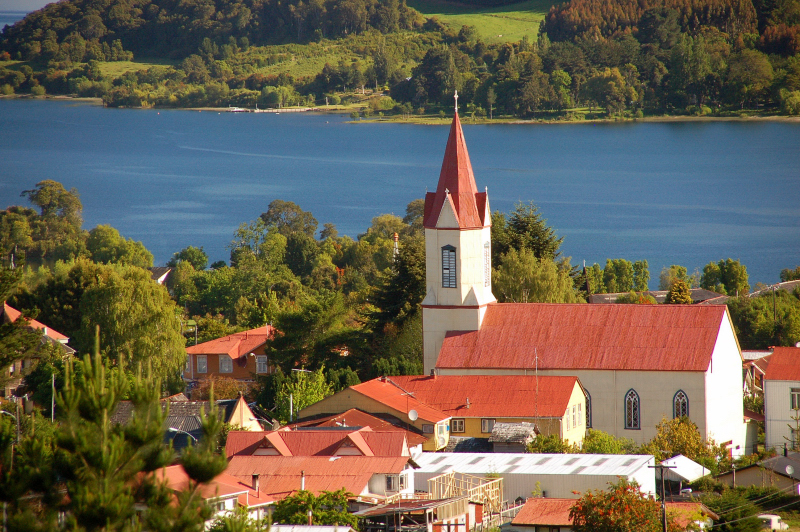
Puerto Octay

Die Provinz Osorno (spanisch Provincia de Osorno) ist eine Provinz in der chilenischen Región de los Lagos. Die Hauptstadt ist Osorno. Beim Zensus 2017 lag die Einwohnerzahl bei 234.122 Personen.

## Geografie
Osorno ist eine Stadt im Süden Chiles in einem Gebiet des nördlichen Patagoniens in der Region Los Lagos gelegen. Das chilenische Patagonien beginnt auf dem 39. südlichen Breitengrad in Valdivia und setzt sich dann über die Insel Chiloe und die Fjorde fort, bis sie den 56. südlichen Breitengrad am Kap Hoorn erreichen. Die Provinz besitzt einen der meistbefahrenen Gebirgspässe Chiles, den Paso Fronterizo Cardenal Samoré, der die Provinz mit Villa La Angostura und San Carlos de Bariloche in Argentinien verbindet.

## Geschichte
Die ersten Bewohner der Gegend waren die Ureinwohner, die Huilliche. Osorno spielte auch eine große Rolle in der deutschen Einwanderung in Chile, die im 19. Jahrhundert stattfand, als die chilenische Regierung den Zuzug deutscher Siedler unterstützte, um das Wachstum der Region zu unterstützen.

## Wirtschaft
Die wichtigste wirtschaftliche Aktivität in der Provinz ist die Viehzucht, da Osorno eines der wichtigsten landwirtschaftlichen Zentren Chiles ist. Ein weiterer wichtiger Wirtschaftszweig ist der Tourismus.

## Gemeinden
Die Provinz Osorno gliedert sich in sieben Gemeinden:
- Osorno
- Puerto Octay
- Purranque
- Puyehue
- Río Negro
- San Pablo
- San Juan de la Costa